# Чухась Руслан Іванович

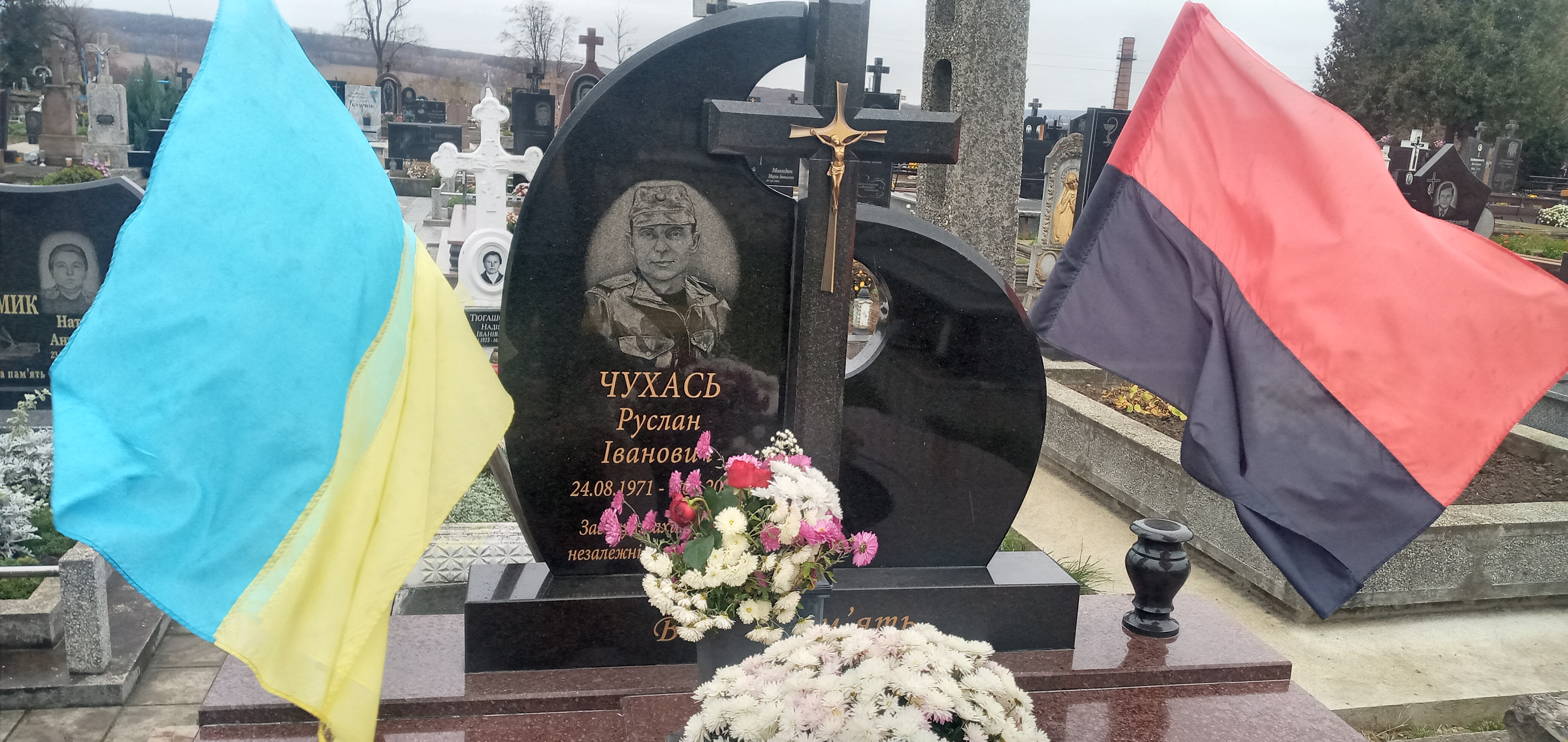
Могила Руслана Чухася на Гусятинському кладовищі

Руслан Іванович Чухась (24 серпня 1971, смт Гусятин Україна — 1 лютого 2015, с. Червоний Чабан, там само) — військовослужбовець 6-го окремого мотопіхотного батальйону 128-ї гірсько-піхотної бригади (раніше 6-й БТО Тернопільської області «Збруч»).

## Життєпис
Руслан Іванович Чухась народився 24 серпня 1971 року в смт Гусятині Тернопільської області.
Був єдиним сином у батьків. На війні — майже від самого початку: з весни у Тернополі проходив навчання, а із середини літа пішов в АТО.
Загинув близько 3:00 ранку 1 лютого 2015 під час пожежі та вибуху складу боєприпасів на території старої ферми у польовому таборі ЗСУ поблизу с. Преображенка Каланчацького району Херсонської області, де розміщувалися бійці Тернопільського батальйону територіальної оборони «Збруч».
Тіло Руслана привезли на головний майдан до рідного селища 5 лютого, де відбувся мітинг-реквієм та панахида.
Залишилися батьки, дружина Ганна і троє дітей: сини Павло і Дмитро, донька Христина.

## Нагороди
- почесний громадянин Тернопільської області (26 серпня 2022, посмертно)[1];

## Вшанування пам'яті
1 лютого 2016 в Гусятинській загальноосвітній школі І-ІІІ ст. відбулося урочисте відкриття меморіальної дошки Русланові Чухасю.